# Вальков, Борис Яковлевич
Борис Яковлевич Вальков (6 сентября 1940, Москва — 16 июня 2009, Самара) — советский футболист, футбольный тренер. Защитник куйбышевских «Крыльев Советов», рекордсмен клуба по числу игр в высшей лиге чемпионатов СССР, Мастер спорта СССР, чемпион РСФСР (1961), финалист Кубка СССР (1964), заслуженный тренер РСФСР (1992).

## Карьера
В Куйбышеве оказался в 1941 году в результате эвакуации. Заниматься футболом начал в 1954 в местной юношеской команде «Восход» у тренера Владимира Замятина. В 1957 окончил Волгоградский институт физической культуры и спорта. Дебютировал в составе «Крылья Советов» 19 октября 1958 года в последнем матче сезона против донецкого «Шахтера». За «Крылья» играл 13 сезонов до 1970 года. После окончания карьеры много лет работал в «Крыльях Советов» тренером (1980—1986), начальником команды (1987—1991) и президентом (1996—1998).

## Достижения
- Чемпион РСФСР: 1961
- Финалист Кубка СССР: 1964